# Heteromorpha involucrata
Heteromorpha involucrata là một loài thực vật có hoa trong họ Hoa tán. Loài này được Conrath mô tả khoa học đầu tiên năm 1908.